# دييغو ميركادو
دييغو ميركادو (بالإسبانية: Diego Mercado)‏ هو لاعب كرة قدم أرجنتيني في مركز الوسط، ولد في 3 يناير 1997 في ايتوزاينجو في الأرجنتين. لعب مع إنديبندينتي.

## وصلات خارجية
- دييغو ميركادو على موقع قاعدة بيانات كرة القدم.إي يو (الإنجليزية)
- دييغو ميركادو على موقع Soccerway.com (الإنجليزية)